# Horné Dubové
Horné Dubové este o comună slovacă, aflată în districtul Trnava din regiunea Trnava. Localitatea se află la altitudinea de 231 m deasupra n.m., se întinde pe o suprafață de 7,28 km2 și în 2017 număra 379 de locuitori. Se învecinează cu Dolné Dubové, Naháč, Horná Krupá, Dolná Krupá, Kátlovce și Dechtice.

## Istoric
Localitatea Horné Dubové este atestată documentar din 1262.

## Demografie
| An:                | 1994 | 2004   | 2014   | 2024   |
| ------------------ | ---- | ------ | ------ | ------ |
| Număr de persoane: | 381  | 366    | 379    | 353    |
| Diferență:         |      | −3,93% | +3,55% | −6,86% |

| An:                | 2023 | 2024   |
| ------------------ | ---- | ------ |
| Număr de persoane: | 359  | 353    |
| Diferență:         |      | −1,67% |